# (100023) 1990 SH5
(100023) 1990 SH5 es un asteroide perteneciente al cinturón de asteroides, descubierto el 22 de septiembre de 1990 por Eric Walter Elst desde el Observatorio de La Silla, Chile.